# Mike Synar

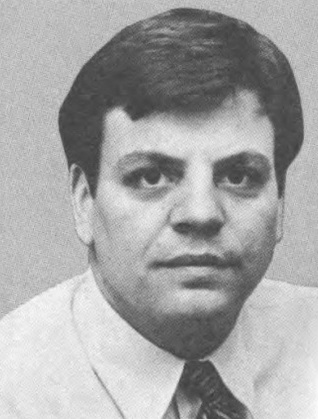
Mike Synar (1981)

Michael Lynn „Mike“ Synar (* 17. Oktober 1950 in Vinita, Oklahoma; † 9. Januar 1996 in Washington, D.C.) war ein amerikanischer Politiker der Demokratischen Partei. Zwischen 1979 und 1995 vertrat er den 2. Kongresswahlbezirk von Oklahoma im Repräsentantenhaus der Vereinigten Staaten. Der Jurist wurde mit 28 Jahren Abgeordneter und kämpfte für linksliberale Projekte und lehnte sich gegen mächtige Interessengruppen wie Landwirte und Tabakindustrie auf. Dabei machte er sich finanzkräftige Gegner, die sein Scheitern bei der Wiederwahl 1994 betrieben, unter anderem, indem sie seine enge Verbindung zum damals unpopulären US-Präsidenten Bill Clinton hervorhoben.

## Familie, Ausbildung und Beruf
Mike Synar war Sohn des polnischstämmigen Edmond Synar, der im Zweiten Weltkrieg in der US Air Force gedient hatte und als Rinderzüchter in Vinita lebte. Er hatte mit seiner Frau Virginia Ann Gann einen weiteren Sohn und eine Tochter; Die Familie lebte im engen Zusammenhalt und wurde 1971 vom All-American Family Institute als Outstanding Family in the United States ausgezeichnet; Mike Synar war im selben Jahr Delegierter der White House Conference on Aging. Er besuchte die öffentlichen Schulen in Muskogee, engagierte sich in Debattierwettbewerben und bekam von seinem Vater mit sechs Jahren erste Eigenverantwortung für eine Viehherde übertragen. Als Mitglied der 4-H-Organisation wurde er mehrfach auf Bundesebene ausgezeichnet. 1968 schloss Synar die Highschool in Muskogee ab und studierte bis 1972 an der University of Oklahoma. Dort stieg er als Debattenredner zum Studentensprecher auf, der sich gegenüber dem Vietnamkrieg neutral zeigte, und erreichte dort den akademischen Grad des Bachelor. 1974 erhielt er an der Northeastern Illinois University in Chicago den Master in Management. Nach einem anschließenden Jurastudium an der University of Oklahoma mit dem Abschluss Bachelor of Laws (LL. B.) 1977 wurde er als Rechtsanwalt zugelassen und erhielt 1977 den Juris Doctor. Zwischenzeitlich studierte er mit einem Rotary-Stipendium 1973 im schottischen Edinburgh an deren Graduate School of Economics. Nach seiner Studienzeit arbeitete Synar als Rancher, Immobilienmakler und Rechtsanwalt in Muskogee.

## Politische Laufbahn
Seine politische Laufbahn für die Demokraten begann, als Synar im November 1978 für Oklahomas zweiten Kongresswahlbezirk in das US-Repräsentantenhaus gewählt wurde, in dem er am 3. Januar 1979 Ted Risenhoover ablöste. Er hatte den Parteifreund zuvor in der Vorwahl geschlagen, indem er Presseberichte verbreitete, die Risenhoover als Playboy porträtierten, der in einem herzförmigen Wasserbett schlafe, während er selbst auf eine solide Herkunft aus Oklahoma verweisen konnte. Es half ihm, dass sein Vater und fünf Onkel in der Region bekannte Geschäftsleute und Rancher waren. Um in diesem ländlichen Wahlbezirk, dessen Durchschnittseinkommen deutlich unter dem des Bundes lag und der über keine Tradition hoher politischer Spendenbereitschaft verfügte, bestehen zu können, nahm Synar einen Kredit auf und gab als Sicherheit seinen Anteil an der Familienranch. Kurz nach seinem Einzug in das Repräsentantenhaus wurde er bundesweit bekannt, als ihn die New York Times für ein Porträt über neue Kongressabgeordnete auswählte. Synar wurde bei den folgenden sieben Kongresswahlen jeweils in diesem Bezirk, der lange als verlässlich demokratisch galt und in dem auf drei als Demokraten registrierte Wähler ein Republikaner kam, bestätigt, blieb also insgesamt acht Legislaturperioden lang bis zum 3. Januar 1995 Mitglied des Kongresses.
Synar betonte, dass er „US-Abgeordneter aus Oklahoma und nicht Abgeordneter Oklahomas“ sei, bemühte sich aber als Exponent einer neuen, zugänglichen Generation von Kongressabgeordneten um Wählerkontakt, indem er acht seiner 14 Mitarbeiter vor Ort beschäftigte, mehrfach im Jahr seinen gesamten Wahlkreis durchfuhr und häufig zwischen Washington und Muskogee pendelte (durchschnittlich 41 Mal im Jahr). Das wurde erst ab dem 99. Kongress 1985 deutlich weniger – laut dem Politikwissenschaftler John Hibbing, weil Synar sich inzwischen seines Wahlbezirks sicher fühlte und auf die Ausschussarbeit konzentrierte. Er gehörte den Ausschüssen für Energie und Handel, Justiz und Regierung an und war Vorsitzender des Unterausschusses für Umwelt, Energie und natürliche Ressourcen. 1988 bewarb er sich ohne Erfolg um den Vorsitz des House Democratic Caucus und gehörte in seiner letzten Legislatur als Whip und Vorsitzender der Democratic Study Group zur Führung seiner Partei im Repräsentantenhaus. Bei Bill Clintons Präsidentschaftswahlkampf 1992 gehörte Synar zu dessen Unterstützern und spielte in der Vorbereitung auf die Fernsehdebatten die Rolle des Gegenkandidaten Ross Perot.

Mike Synar im August 1993 mit Präsident Bill Clinton im Oval Office

Vor der Wahl im November 1994 verlor Synar die Vorwahl seiner Partei im September 1994 knapp mit 48 zu 52 Prozent gegen den pensionierten Highschool-Direktor Virgil Cooper, einem konservativen Südstaaten-Demokraten, der bis dahin ohne politische Erfahrung gewesen war und sich in diesem Jahr des Aufstiegs politischer Außenseiter weigerte, mit den Medien zu sprechen oder Werbespots aufzunehmen. Die New York Times führte Synars Niederlage auf den angestauten Zorn vieler Wähler zurück. Zu den 19.000 US-Dollar, die Cooper für seine Kandidatur ausgab, steuerten Interessengruppen von außerhalb geschätzte drei Millionen US-Dollar hinzu, um den unbequemen Synar zu besiegen. Der republikanische Gegenkandidat Tom Coburn ließ während des Vorwahlkampfs Fernsehspots schalten, die Synar mit dem damals unpopulären US-Präsidenten Bill Clinton in Verbindung brachten; Synar hatte die umstrittenen sozialpolitischen Reformvorschläge Clintons wie eine große Gesundheitsreform unterstützt und war wegen seiner Verbindungen nach Japan mit „Sayonara Synar“-Aufklebern bekämpft worden. Cooper verlor anschließend gegen Coburn, Synar schied am 3. Januar 1995 aus dem Kongress aus.

## Politisches Wirken und Positionen
Synar galt als linksliberaler Vorkämpfer seiner Partei im strukturell konservativen Bundesstaat Oklahoma. Mit seinem konfrontativen Stil und seiner polarisierenden Persönlichkeit sorgte er für Loyalität und Einsatzbereitschaft seiner Mitarbeiter und Mitstreiter, aber auch für viel Feindschaft. Er beschrieb seine Rolle 1994 folgendermaßen: „Ich kämpfe für Menschen. Jeder kann die einfachen Fälle machen. Ich will die harten.“ Er habe sich stärker als die meisten Abgeordneten für Zurückhaltung bei Ausgaben eingesetzt und sei ein „Fanatiker darin, Betrug und Missbrauch und Verschwendung auszurotten. … Und würde mich doch vor einen Zug werfen für Frauen, Minderheiten, für gleiche Rechte.“ 1992 beschrieb er sich selbst, er sei „wohl der Querdenker, der Reformer, der Außenseiter gewesen, wahrscheinlich mehr als jeder andere im US-Kongress“. Synar, der Thomas Jefferson und Harry S. Truman als politische Vorbilder nannte, weigerte sich, jegliche Unterstützung von Political Action Committees anzunehmen, und wandte sich gegen deren Einflussnahme auf die Politik.
In seiner von vielen Gesetzesinitiativen geprägten Arbeit lehnte er sich gegen mächtige Lobbyisten wie die National Rifle Association, die Tabakindustrie und Versicherungsunternehmen auf und stellte sich gegen Interessengruppen, die – wie etwa die Bauern seines ländlich geprägten Wahlkreises – wichtig für seine Wiederwahlen waren. So setzte er sich dafür ein, dass Landwirte, Bergbau- und Holzwirtschaftsunternehmen nicht mehr wie bisher deutlich vergünstigte Pacht für öffentliche Ländereien zahlten, sondern marktübliche Preise. Synar sorgte für eine Einschränkung der Tabakwerbung und erste Warnhinweise auf Schachteln für Smokeless Tobacco; seine im Synar Amendment von 1992 durchgesetzten Maßnahmen wie das Verbot des Tabakverkaufs an Jugendliche setzt in der Gesundheitsverwaltung der Vereinigten Staaten das Synar Program um.
Im von ihm angestrengten Supreme-Court-Verfahren gegen den Rechnungshofpräsidenten Charles Arthur Bowsher (Bowsher v. Synar) gelang es ihm 1986, den Gramm-Rudman-Act, soweit er eine Automatik fiskalpolitischer Austeritätsmaßnahmen eingeführt hatte, als nicht verfassungsgemäß verwerfen zu lassen. Im Jahr 1988 gehörte er als Hauptankläger der Kommission zur Amtsenthebung des Bundesrichters Alcee Hastings aus Florida an. 1991 stimmte Synar gegen die Erlaubnis für den Golfkrieg und 1992 gegen den Bau einer US-Weltraumstation. Er unterstützte 1993 den sogenannten Brady Bill, der Waffenkäufe erschwerte, und setzte sich für intensiveren Umweltschutz ein, was ihn für die League of Conservation Voters zum stärksten Verbündeten im Repräsentantenhaus machte. 1994 erreichte Synar die Verabschiedung des Indian Trust Fund Management Reform Act, der – nach der Feststellung von Misswirtschaft in der Indianerverwaltung durch den maßgeblich von ihm verfassten Synar Report – die ökonomische Situation der Indianer verbesserte.

## Nach der Politik und Nachleben
Nach seiner Zeit im Kongress gründete und leitete Synar das „Campaign for America Project“, das sich für eine Reform der Wahlkampffinanzierung einsetzte. Zudem setzte ihn Präsident Clinton als Vorsitzenden der National Bankruptcy Review Commission ein, die Vorschläge entwickeln sollte, um den starken Anstieg von Verbraucherinsolvenzen zu bekämpfen. Für diese gewann Synar als Hauptberaterin die Harvard-Professorin und spätere US-Senatorin Elizabeth Warren und bahnte damit ihren Einstieg in die Politik an. Clinton hatte zuvor erwogen, Synar zum Vorsitzenden des Democratic National Committee zu machen, während dieser Interesse an der Leitung der Special Olympics signalisiert hatte. Er war designierter Botschafter der Internationalen Fernmeldeunion.
Synar erhielt am 8. Mai 1995 die Auszeichnung Profile in Courage, mit der die Präsidentenbibliothek John F. Kennedys Menschen ehrt, die entsprechend den porträtierten Personen in Kennedys Buch Zivilcourage gehandelt haben. Synars Wahl wurde begründet mit seinem „unerschütterlichen Engagement dafür, dem Gemeinwohl zu dienen, gleich wie mächtig der Gegner oder groß das politische Risiko“. US-Senator Ted Kennedy würdigte Synar bei der Verleihung als jemanden, der „nie Angst gehabt hat, für ein Prinzip Haltung zu zeigen. Seine Führung war konsistent, eloquent, effektiv und außerordentlich darin, sich Interessengruppen entgegenzustellen“.
Mike Synar starb im Januar 1996 in seinem Haus an einem Gehirntumor und wurde im Memorial Park Cemetery in Muskogee beerdigt. Die Trauerrede hielt Präsident Clinton.
Das American College of Physicians vergab 1996 an Bill Clinton den National Public Service Award und widmete diesen Synars Einsatz gegen das Rauchen. Zu seinem Andenken wurde ein Gebäude des in Muskogee befindlichen Campus der Northeastern State University 2001 Mike Synar Center genannt. Die University of California, Berkeley gewährt jährlich fünf Doktoranden, die sich mit Aspekten der amerikanischen Politik beschäftigen, eine nach Synar benannte Forschungs-Fellowship. Sein politischer Nachlass, bestehend aus etwa 97.000 Dokumenten, wird in der University of Oklahoma aufbewahrt. Im April 2016 wurde er der Öffentlichkeit übergeben mit den Worten, er „erhelle die Nachdenklichkeit und Besonnenheit eines leidenschaftlichen Handwerkers der Gesetzgebung“.

## Belege
1. 1 2 3 4 5  Synar, Michael Lynn “Mike” Collection: Biographical Information. In: Carl Albert Center Archives, University of Oklahoma (englisch).
2. ↑  Chris Casteel: Maverick Ex-Congressman Synar Succumbs to Cancer. In: NewsOK.com, 10. Januar 1996 (englisch); Alan Synar. Nachruf. In: The Oklahoman, 10. November 2011 (englisch).
3. ↑  Todd J. Kosmerick: Synar, Michael Lynn (1950–1996). In: Oklahoma Historical Society Encyclopedia. 2009.
4. 1 2 3 4  Chris Casteel: Maverick Ex-Congressman Synar Succumbs to Cancer. In: NewsOK.com, 10. Januar 1996 (englisch).
5. 1 2 3 4  Profile of Mike Synar. In: Institute of Governmental Studies, University of Berkeley (englisch).
6. ↑  Synar, Michael Lynn “Mike” Collection: Biographical Information. In: Carl Albert Center Archives, University of Oklahoma (englisch);   - Mike Synar im Biographical Directory of the United States Congress (englisch).
7. ↑  Bill Peterson: Campaign Ploy: Wrapping Self in Flag. In: The Washington Post, 14. August 1978 (englisch).
8. 1 2  John R. Hibbing: Congressional Careers: Contours of Life in the U.S. House of Representatives. University of North Carolina Press, Chapel Hill, London 1991, S. 138.
9. 1 2 3  David Binder: Ex-Congressman Mike Synar, Oklahoma Liberal, Dies at 45. In: The New York Times, 10. Januar 1996 (englisch).
10. ↑  Louis Sandy Maisel: From Obscurity to Oblivion: Running in the Congressional Primary. Überarbeitete Auflage. University of Tennessee Press, Knoxville 1987, S. 67.
11. 1 2  Same Howe Verhovek: The 1994 Campaign: Oklahoma; Ultimate Outsider Seeking a Seat. In: The New York Times, 3. November 1994 (englisch).
12. ↑  Steven V. Roberts: Congressmen in Their Districts. In: Dennis B. Hale (Hrsg.): The United States Congress. Transaction Books, New Brunswick, London 1983, S. 73–75.
13. 1 2  Mike Synar Loses. In: High Country News, 3. Oktober 1994 (englisch, mit Bild).
14. ↑  R. W. Apple Jr.: The 1994 Campaign; In Oklahoma’s Senate Race, Both Candidates Are Running Against Clinton. In: The New York Times, 5. Oktober 1994 (englisch). Siehe auch bereits Greta Bauer: Synar Too ‘Big’. In: Tulsa World, 13. August 1992 (englisch).
15. ↑  Im Original: “I fight for people. Anybody can do the easy ones. I want the tough ones. … I am a fanatic on rooting out fraud and abuse and waste. … And yet I will run in front of a train for women, minorities, for equal rights.” Chris Casteel: Maverick Ex-Congressman Synar Succumbs to Cancer. In: NewsOK.com, 10. Januar 1996 (englisch).
16. ↑  Zitat im Original: “I have probably been the maverick, the reformer, the outsider, probably more than any other person in the United States Congress”. David Binder: Ex-Congressman Mike Synar, Oklahoma Liberal, Dies at 45. In: The New York Times, 10. Januar 1996 (englisch).
17. ↑  Profile in Courage Award: Background. In: JFKLibrary.org (englisch).
18. ↑  About the Synar Amendment and Program. In: SAMHSA.gov, zuletzt aktualisiert am 6. April 2015 (englisch).
19. ↑  Bowsher v. Synar. In: FindLaw (englisch, Urteilstext).
20. ↑  Misplaced Trust: The Bureau of Indian Affairs’ Mismanagement of the Indian Trust Fund. Seventeenth Report by the Committee on Government Operations. Union Calendar Nr. 292, House Report 102-499 (PDF).
21. ↑  Leon Neyfakh: Elizabeth Warren’s unorthodox career. In: The Boston Globe, 22. Oktober 2011 (englisch); George Zornick: Elizabeth Warren Insists She’s Not Running for President. These Activists Are Trying to Change Her Mind. (Memento des Originals vom 2. August 2018 im Internet Archive)  Info: Der Archivlink wurde automatisch eingesetzt und noch nicht geprüft. Bitte prüfe Original- und Archivlink gemäß Anleitung und entferne dann diesen Hinweis. In: The Nation, 23. Februar 2015 (englisch).
22. ↑  Richard Pearson: Oklahoma’s Mike Synar Dies at 45. In: The Washington Post, 10. Januar 1996 (englisch).
23. ↑  Im Original: “an unwavering commitment to serve the public interest, no matter how powerful the foe or great the political risk”. Zitiert nach Shelley Sommer: Award Announcement: Oklahoma Congressman Michael L. Synar Named Winner of the 1995 John F. Kennedy Profile in Courage Award. In: JFKLibrary.org, 26. April 1995 (englisch).
24. ↑  Im Original: “never afraid to take a stand on principle. His leadership was consistent, eloquent, effective and extraordinary in confronting special interest groups”. Zitiert nach Profile in Courage Award: Remarks by Senator Edward M. Kennedy. In: JFKLibrary.org (englisch).
25. ↑  Die New York Times spricht in ihrem Nachruf davon, Synar sei in seinem Haus in Arlington (Virginia) gestorben, alle anderen Belege sprechen von Washington, D. C.
26. ↑  Sarah Vowell: Open letter to the Deceased Congressman Synar. New York City, 6. November 2000, ursprünglich veröffentlicht in Openletters.net. In: Facebook, 20. September 2008 (englisch).
27. ↑  HCFA update: coding rules, practice expenses, more. (Memento des Originals vom 3. Oktober 2016 im Internet Archive)  Info: Der Archivlink wurde automatisch eingesetzt und noch nicht geprüft. Bitte prüfe Original- und Archivlink gemäß Anleitung und entferne dann diesen Hinweis. In: ACP Observer, Mai 1996 (englisch).
28. ↑  NSU-Muskogee Synar Center dedicated. In: Tulsa World, 24. August 2001 (englisch).
29. ↑  Mike Synar Graduate Research Fellowship. In: Institute of Governmental Studies, University of Berkeley (englisch).
30. ↑  Im Original: “reveal the thoughtfulness and sophistication of a passionate legislative craftsman”. Katherine McRae: Collection of Former Rep. Mike Synar Opens to the Public. Pressemitteilung. In: OU.edu, April 2016 (englisch).

| Personendaten    | Personendaten            |
| ---------------- | ------------------------ |
| NAME             | Synar, Mike              |
| ALTERNATIVNAMEN  | Synar, Michael Lynn      |
| KURZBESCHREIBUNG | amerikanischer Politiker |
| GEBURTSDATUM     | 17. Oktober 1950         |
| GEBURTSORT       | Vinita, Oklahoma         |
| STERBEDATUM      | 9. Januar 1996           |
| STERBEORT        | Washington, D.C.         |